# Comus (gruppo musicale)
I Comus sono un gruppo musicale britannico formatosi nel 1970 con sei elementi e arrangiamenti alquanto inusuali per il panorama del rock inglese dell'epoca. L'uso di strumenti come violino, viola, oboe, con il loro sostrato di folk e classica li avvicina al progressive rock, anche se il loro senso della sperimentazione li lega anche all'art rock.
Attivo inizialmente nei primi anni settanta, il gruppo ha all'attivo due album, incisi ad una certa distanza l'uno dall'altro. Pur non avendo riscosso un significativo successo di pubblico all'epoca della propria attività, il gruppo ha in seguito acquisito lo status di gruppo cult, per via di un sound estremamente originale. Tanto la musica quanto i testi presentano chiari riferimenti alla letteratura inglese e alla sensibilità pagana o, comunque, precristiana: lo stesso nome del gruppo può riferirsi tanto alla divinità greca Comus, figura legata alla potenza disordinata del caos, ai festeggiamenti e al komos, la baldoria alcolica notturna, quanto a Comus, masque di John Milton, in qualche modo analoga alla suddetta divinità pagana (nella masque di Milton, il cui tema è la castità, questa sboccata divinità dello sbeffeggio sottrae una donna ai due fratelli e la porta nel suo palazzo del piacere, cercando di farle ingurgitare il contenuto di una coppa magica, simbolo della sensualità e dell'abbandono). La band si è riformata nel 2007.
Caratteristiche del sound dei Comus sono il contrappuntarsi della voce sofferta, lamentosa, a tratti inumana di Roger Wootton (cantante e chitarrista) e quella limpida e acutissima della cantante Bobbie Watson, l'uso di eleganti arpeggi di chitarra e l'inconsueto utilizzo di strumenti quali l'oboe e il fagotto.

## Storia
L'incontro tra Roger Wootton e Glenn Goring nel 1967, quando entrambi avevano 17 anni, al Ravensbourne College of Art di Bromley, nel Kent, segna la nascita del gruppo. Entrambi erano appassionati chitarristi e condividevano un'intensa passione per il lavoro di John Renbourn e di Bert Jansch (che, di lì a poco, avrebbero formato i Pentangle) e per i Velvet Underground. I due iniziano a suonare in diversi folk club, finché non incappano nell'Arts Lab di Beckenham, allora seguito da David Bowie. Wootton e Goring vi iniziano a suonare con una certa regolarità.
Sempre al collegio, i due incontrano Chris Youle e lo studente di scienze della comunicazione Colin Pearson. Fu Youle, che all'epoca stava studiando la masque di Milton, a suggerire il nome alla band.
Il gruppo incontra il bassista Andy Hellaby all'Arts Lab, impegnato a suonare con un altro gruppo. Di lì a poco, la cantante Bobbie Watson (allora solo sedicenne) entra nel gruppo, dopo una visita fatta alla casa di Perth Road, a Beckenham, dove Wootton, Goring, Hellaby e Youle vivono insieme. Ultimo ad entrare nel gruppo è il flautista Michael Bammi Rose, che risponde ad un annuncio inserito dai Comus sul Melody Maker. Rose raggiunge la casa di Perth Road accompagnato da un gruppo di rastafariani giamaicani provenienti da Brixton, tra cui il leggendario trombonista Rico Rodriguez. Rose, in capo a un anno, viene sostituito da Rob Young, amico di Pearson e della Watson. Young è un pianista, ma proprio in vista del suo ingresso nella band, studia e apprende da sé flauto, oboe e percussioni. Youl, nel frattempo, è diventato il manager della band.
È in questo periodo che i Comus incontrano il regista canadese Lindsay Shonteff: scrivono per lui la colonna sonora del film Permissive e, successivamente, dei film Big Zapper (1973), The Swordsman (1974) e Spy Story (1976), questi ultimi due già dopo lo scioglimento del gruppo.
Quando Bowie, ricco del successo di Space Oddity, offre al gruppo la possibilità di aprire il suo concerto alle Purcell Rooms, le porte del successo sembrano aprirsi per i Comus: nel giugno del 1970, Youle è riuscito a strappare un accordo con l'etichetta Pye/Dawn per l'incisione del primo album. Preceduto dal singolo Diana, First Utterance esce nel febbraio del 1971. Il materiale grafico è curato da Wootton e Goring.

### First Utterance
La musica del disco d'esordio è fondamentalmente acustica, mentre i testi hanno una forte tensione drammatica e trattano di violenza, assassini, rapimenti e disordine mentale. La musica di First Utterance potrebbe essere descritta come un folk rock acustico e primitivista, che mescola elementi di ritmica orientale e west-africana alla sensibilità nordica per gli abitanti di una natura senza l'uomo, fino all'inevitabile confronto tra l'immediatezza del rapporto demone-natura e l'ineludibile mediatezza del rapporto uomo-virtù cristiana-Dio. La propensione della musica popolare britannica a raccontare la letizia del bosco accanto al delitto che si consuma tra le ombre degli alberi viene portata alle estreme conseguenze: i vocalizzi da baccanale trasfigurano l'insieme della musica di First Utterance fino a condurla ad un art rock estremamente peculiare.
Le atmosfere dominanti di First Utterance sono quelle della paura, della confusione, della disperazione, della virtù tradita, ma ad esse si alternano spesso passaggi bucolici e pensosi, come in The Herald. Se si eccettuano tre pezzi (The Herald, Diana e Bitten), la responsabilità compositiva è principalmente di Wootton e di Goring, che cura gli arrangiamenti e suona la chitarra. A Comus stesso è dedicata Song to Comus, che descrive le malefatte del demone, abitante di una grotta, legate soprattutto alla passione per le vergini. Drip Drip, pur senza menzionare Comus, ripercorre la seduzione brutale e forzata di una donna, la quale, peraltro, appare più malsana e perfida del suo stupratore.
Si potrebbe pensare alla mitologia dei Comus come all'opposto ideale della mitologia Gong. In entrambi i casi, l'uomo vive soggiogato da principi più grandi di lui. Se, però, per i Gong, l'abbandono è fiducioso e ammaliante, per i Comus è un incubo di desiderio e solitudine, come nella canzone che chiude l'album d'esordio, The Prisoner, che ha per tema la cura forzata della follia come gabbia sociale.
Il successo commerciale non arride al gruppo e la sua vita ne risulta accorciata. Rob Young è il primo ad abbandonare il gruppo (luglio 1971), sostituito da Lindsay Cooper. La band si scioglie nel 1972, a seguito della perdita del proprio manager: Chris Youle viene infatti chiamato a lavorare con la Polydor tedesca. Poco prima della dipartita, Youle cerca di assicurare alla band un accordo con la Pye per la registrazione di un secondo album, che avrebbe dovuto intitolarsi Malgaard Suite.

### To Keep from Crying
Tre anni dopo, i Comus si riuniscono, con un organico alquanto diverso, in occasione del secondo album, To Keep from Crying, pubblicato dalla neonata Virgin nel 1974. Questo lavoro viene generalmente ritenuto dalla critica un'involuzione rispetto al primo, per quanto in esso figurino le collaborazioni di artisti come Lindsay Cooper (membro degli Henry Cow) all'oboe e al fagotto, e Didier Malherbe (membro dei Gong) al sassofono. To Keep from Crying segna un deciso cambio di passo: il sound adotta suoni marcatamente elettronici, nelle canzoni spicca una maggiore sensibilità pop (sottolineata dalla voce della Watson) e la struttura dei pezzi è in qualche modo semplificata, tanto che i punti di contatto con il primo album risultano piuttosto rari.
Il disco alterna composizioni strumentali brevi a canzoni che presentano un formato più tradizionale rispetto a quelle proposte nel primo album. A spiccare sono quattro canzoni che, pur omogenee al sound complessivo dell'album, vantano una singolare forza compositiva: Figure in Your Dreams (con gli arditi duetti vocali di Wootton e Watson), Perpetual Motion, So Long Supernova  e Get Yourself a Man, ipnotico raga accompagnato dal sax di Malherbe.
Anche To Keep from Crying rappresenta un fallimento commerciale. Il gruppo si scioglie nuovamente.

## Fortuna
Nel 1995, First Utterance viene ripubblicato in CD nel Regno Unito. Seguono ristampe in Italia e Giappone.
Nel 1998, il cantante degli Opeth, Mikael Åkerfeldt, utilizza un estratto del testo di Drip Drip per il titolo del disco My Arms, Your Hearse; il verso intero recita As I carry you to your grave, my arms your hearse ("mentre ti conduco alla sepoltura, le mie braccia sono il tuo carro funebre").
In un altro album degli Opeth (Ghost Reveries), la seconda traccia (The Baying of the Hounds) deve il titolo ad un verso della canzone Diana (sempre da First Utterance) che recita: And she knows by the sound of the baying, by the baying of the hounds.
Il gruppo Current 93 ha inciso, nell'album Horsey, una cover di Diana.
Questo nuovo interesse culmina, nel 2005, nella stampa di un box che presenta entrambi gli album del gruppo, il loro unico singolo, un brano inedito (All the Colours of Darkness), il singolo da solista di Roger Wootton (Fiesta Fandango del 1974) e un'esclusiva intervista ai membri del gruppo.

## Rinascita
Anche grazie ad internet, i Comus tornano insospettabilmente a galla. Provvidenziale risulta anche l'interesse di Åkerfeldt. Nel 2007, Glenn Goring riceve comunicazione da Stefan Dimle, amico di Åkerfeldt e suo manager, appassionato egli stesso dei Comus, che è sorta l'intenzione di riportare i Comus in scena.
La classica formazione di First Utterance (con l'eccezione di Rob Young) si ritrova insieme dopo moltissimi anni. Young viene sostituito da Jon Seagroatt, marito della Watson e sassofonista e tastierista dei Colins of Paradise. Curiosamente, anch'egli, come già Young in passato, si trova costretto ad apprendere flauto e percussioni. Altrettanto curioso risulta il fatto che tanto Chris Youle che Wilf Wittingham (tour manager dei Comus negli anni settanta) riprendono il loro posto a fianco del gruppo.
I Comus tornano per la prima volta sul palco il 9 marzo del 2008 al Melloboat Festival (che si svolge tra Stoccolma, altri luoghi della Svezia e Helsinki).
Un campione del ritornello principale di Diana (First Utterance) viene inoltre usato nel brano Sprawling Idiot Effigy dell'artista glitchcore Nero's Day at Disneyland.

## Formazioni

### First Utterance
- Roger Wootton - chitarra folk, canto
- Glenn Goring - chitarra a 6 e a 12 corde, chitarra elettrica, slide, tamburello, canto
- Andy Hellaby - basso elettrico, basso fretless, canto
- Colin Pearson - violino, viola
- Rob Young - flauto, oboe, tamburello
- Bobbie Watson - canto, percussioni

### To Keep from Crying
- Roger Wootton - chitarra folk, canto
- Andy Hellaby - basso elettrico, basso fretless, canto
- Bobbie Watson - canto, percussioni
- Lindsay Cooper - oboe
- Philip Barry - percussioni
- Gordon Caxon - batteria
- Didier Malherbe - sassofono
- Keith Hale - tastiere
- Tim Kraemer - violoncello

### Out of the coma
- Roger Wootton - chitarra folk, canto
- Glenn Goring - chitarra a 6 e a 12 corde, chitarra elettrica, slide, tamburello, canto
- Andy Hellaby - basso elettrico, basso fretless, canto
- Colin Pearson - violino, viola
- Jon Seagroatt - flauto, oboe, tamburello
- Bobbie Watson - canto, percussioni

## Discografia

### Album studio
- 1971 First Utterance (Dawn)
- 1974 To Keep from Crying (Virgin)
- 2012 Out of the Coma (Coptic)

### Raccolte
- 2005 Song to Comus: The Complete Collection (Castle Music)

### Singoli
- 1971 Diana / In the Lost Queen's Eyes / Winter is a Coloured Bird